# Arequipa (arna)
Arequipa és un gènere monotípic d'arnes de la família Crambidae. Conté només una espècie, Arequipa turbatella, que es troba a Amèrica del Nord, on ha estat registrada a Alabama, Illinois, Maine, Maryland, Carolina del Nord, Ohio, Ontario, Pennsilvània, Quebec i Virginia Occidental.
Té una envergadura alar de 22-25 mm.